# Saint-Cirgues (Haute-Loire)
Saint-Cirgues település Franciaországban, Haute-Loire megyében. Lakosainak száma 164 fő (2022. január 1.). Saint-Cirgues Ally, Arlet, Aubazat, Blassac, Lavoûte-Chilhac és Saint-Austremoine községekkel határos.

## Népesség
A település népessége az elmúlt években az alábbi módon változott:
| Lakosok száma | 190  | 167  | 151  | 155  | 152  | 155  | 163  | 164  | 165  | 164  |
|               | 1968 | 1982 | 1990 | 2006 | 2013 | 2015 | 2017 | 2019 | 2020 | 2022 |